# Elisa Ortiz de Aulestia
Elisa Ortiz de Aulestia (1909 – 1991) là một giáo viên và nhà văn người Ecuador. Ý tưởng của bà phản ánh các nguyên tắc của phong trào nữ quyền trong thập niên 60. Phụ nữ phát triển thông qua giáo dục là chủ đề chính của nhiều phản ánh sư phạm của cô. Là một người hoạt động xã hội tích cực, bà là thành viên của PSE (Partido Socialista Cheatoriano) vì bà tin rằng đó là phong trào phục hưng quốc gia, đại diện cho các nguyên tắc để đáp ứng nhu cầu của người dân Ecuador. Bà và chồng đã đầu tư công sức trí tuệ, cũng như nguồn lực kinh tế của riêng mình, để thay đổi phương pháp mà giáo viên sử dụng trong các trường học ở Ecuador. Công việc của bà được coi là một cột mốc quan trọng trong cuộc đấu tranh để đạt được chất lượng giáo dục cho phụ nữ.

## Đời sống
Elisa Ortiz sinh ngày 12 tháng 9 năm 1902 tại Guayaquil, Ecuador. Cha mẹ bà là Ángel Jorge Ortiz Montufar và Victoria Guadalupe Garcés Salazar. Bà lớn lên trong một thời đại thay đổi khi Eloy Alfaro bắt đầu một thời kỳ chủ nghĩa tự do ở Ecuador.
Khi Elisa lên tám, gia đình bà phải chuyển đến Ambato vì bệnh của mẹ cô. Ở đó, bà học ở một trường tư thục nơi bà bị trừng phạt nặng nề. Vì sự kiện đau thương này, bà đã từ chối tham dự một tổ chức giáo dục. Bà và anh chị em của bà được học tại nhà. Năm mười sáu tuổi, bà quay trở lại thành phố Guayaquil để hoàn thành việc học của mình. Bà học tại trường Bình thường Rita Lecumberri, là một trong những học sinh xuất sắc nhất. Bà nhận được học bổng tại trường Trung học Bình thường Manuela Cañizares. Vào ngày 25 tháng 7 năm 1921, bà tốt nghiệp và bắt đầu làm giáo viên tiếng Tây Ban Nha ở cùng trường cấp ba ở tuổi 19. Năm 1924, bà gặp Alfonso Aulestia Bravo, một đồng nghiệp và họ kết hôn. Được tài trợ bởi Phái bộ Đức, anh đã nhận được học bổng du học tại trường Tec Teccheche Đại học Berlin tại Berlin. Trở về từ Đức, cả hai đã thực hiện các phương pháp mới để cải thiện giáo dục kỹ thuật và cố gắng đóng góp cho sự phát triển của đất nước. Bà dành cả cuộc đời mình cho niềm tin của mình về việc trao quyền cho phụ nữ thông qua giáo dục. Vào ngày 27 tháng 11 năm 1991, bà qua đời bình yên giữa những đứa con ở tuổi 89.

## Chuyên nghiệp

### Lĩnh vực giáo dục
- 1921: bà gia nhập lực lượng lao động Bình thường Manuela Cañizares. Bà sẽ phải đối mặt với hai trở ngại lớn trong sự nghiệp của mình: sự phản đối việc đưa giáo viên không có bằng đại học vào giáo dục công cộng và thực tế là phụ nữ.
- 1923 đến 1929: Elisa Ortiz làm việc tại trường trung học cấp 24 de Mayo, nơi bà giáo dục mọi người về ý tưởng bình đẳng cho phụ nữ.
- 1929 đến 1931: bà chỉ đạo trường tiểu học của Die Die de Agosto, và thực hiện phương thức của Esc Escuela Activaiến, hướng dẫn các giáo viên về Phương pháp của Bỉ được tạo ra bởi Nhà sư phạm Ovidio Decroly.
- 1932 đến 1934: Elisa Ortiz được mệnh danh là Hiệu trưởng của Manuela Cauelaizis Bình thường ở Quito. Bà ấy đã nối thêm các tổ chức khác vào trường cấp ba, bà ấy cũng nối thêm hai tổ chức do chính bà ấy tạo ra, điều này sẽ cập nhật trình độ kiến thức của giáo viên.
- 1938: Bà đã lên kế hoạch cải cách phương pháp sư phạm và phương pháp mà nhiều người phản đối. Bà đi du lịch đến Peru để hiểu hệ thống giáo dục của mình, bởi vì bà bị buộc tội làm suy giảm kinh tế kho bạc Nhà nước; bà ấy đã cho phép đăng ký hai bà gái mang thai cho năm cuối của họ và bà ấy đã chấp nhận đăng ký của một sinh viên người Afro-Ecuador.
- 1941: Elisa được mời bởi Đại học Ann Arbor thuộc bang Michigan, Hoa Kỳ, để dạy tiếng Tây Ban Nha và quan sát cấu trúc thể chế, các nguyên tắc cơ bản học thuật và tổ chức hệ thống giáo dục của Đại học đó. Khi bà trở về Ecuador, bà đã bị loại khỏi vị trí của mình và nói rằng các dịch vụ giáo dục của bà không còn cần thiết nữa.
- 1946 đến 1963: do bị từ chối có kinh nghiệm ở đất nước của mình, bà đày đi Chile, đất nước chào đón cô, coi trọng năng lực chuyên môn của bà và bà được thuê làm Giáo viên tại Khoa Sư phạm của Bộ Giáo dục.
- 1963: bà được Bộ Giáo dục Ecuador gọi làm cố vấn kỹ thuật cho Phòng Kế hoạch Giáo dục Toàn diện.
- 1964 đến 1971: Bà là cố vấn kỹ thuật cho Kế hoạch của Bộ Kế hoạch Giáo dục Toàn diện cho đến năm 1971 khi nghỉ hưu.

### Lĩnh vực chính trị
- 1922: bà gia nhập nhóm Partido Socialista
- Năm 1924: Bà chủ trì khu trung tâm nữ tính tại trung tâm thành phố Luz de Pichincha. Bà được giao cho Giám đốc của Nioional de la Confederación Obrera
- 1926-1928: Bà tổ chức và dạy các khóa học ban đêm cho công nhân.
- 1928: Bà tổ chức và tổ chức một tuần lễ cho Nữ Công nhân Phụ nữ để nâng cao nhận thức về tầm quan trọng của những đóng góp của phụ nữ trong các lĩnh vực kinh tế và xã hội khác nhau.
- Năm 1945: Bà là một phần của Đại hội Dịch vụ Xã hội Pan-American đầu tiên, diễn ra tại Santiago de Chile.
- 1947 - 1951: Khi còn ở Chile, Đại sứ Stewamín Carrión đã đề nghị bà làm cố vấn cho ông trong nhiệm vụ ngoại giao của ông tại quốc gia đó.
- 1948 đến 1958: bà là thành viên của MENCH (Movimiento Emancipador Nacional Chileno), một nhóm phụ nữ bảo vệ cơ hội và quyền bình đẳng cho phụ nữ; bà cũng là đại biểu của Chính phủ Ecuador tại Hội nghị thường niên của CIM (Comisión Interamericana de Mujeres) tại Santiago.
- 1954 - 1958: bà là thư ký tại ALA (Asociación del Libro Americano) ở Santiago de Chile.

## Công trình

### 1928
Tập thơ
- "Barca Intangible"

### 1938
Tập sách nhỏ
- "Esquema de un oblayo learnativo en el Normal de Señoritas de Quito", một hướng dẫn để hiểu môi trường bên trong tại trường trung học Hồi giáo Manuela Cañizares.
- "Brigada Noel del Manuela Cañizares".
- "Trường mẫu giáo Actividades de Professionación Estética en el"
- "La poesía Newbornil, el cuento y la coreografía" dành cho giáo viên mẫu giáo.

Các bài báo: được xuất bản bởi báo El Elía
- "Diez esquemas sobre pedagogía para jardines de Newbornes"
- "Organización y lab docente del jardín de Newbornes Mercedes Noboa"